# Psychotria augagneurii
Psychotria augagneurii là một loài thực vật có hoa trong họ Thiến thảo. Loài này được Hochr. miêu tả khoa học đầu tiên năm 1908.